# I giorni della conchiglia
I giorni della conchiglia è un romanzo di Michele Prisco, pubblicato in prima edizione nel 1989. La vicenda si svolge generalmente in una villa di Posillipo e in altri luoghi del Sud d'Italia. I fatti sono situati a partire dal 1946, sino a circa la metà degli anni '80, con esplicito riferimento al terremoto dell'Irpinia del 1980.
Il libro ha vinto il Premio Sirmione Catullo e il Premio Rosone d'oro Pescara.

## Trama
Mauro Morini è stato adottato all'età di sei anni da una famiglia benestante, costituita da due genitori e due fratelli molto maggiori di lui (22 e 20 anni). Il piccolo, separato dalla madre naturale, non può che subire l'inserimento come un fatto altamente traumatico, tanto più che la famiglia gli vorrebbe far credere che era un loro figlio, allontanato per ragioni di sicurezza durante la guerra.
Grazie al casuale ritrovo da parte del bambino di un documento, che lo dichiara adottato e figlio di ignoti, Mauro raggiunge un equilibrio che gli consente di accettare con più serenità la famiglia. Ma dentro di sé coltiva sempre l'idea della sua estraneità, perché la mancanza di legami di sangue con i Morini, gli sembra più vera di ogni altra verità. Quindi non cade la diffidenza verso i genitori. Invece è molto più vero e vissuto il rapporto con la sorella Letizia e soprattutto col fratello maggiore, Luca, giovane pacato e schivo, ma eroe assoluto della mente e del cuore di Mauro.
E sarà la prematura morte dell'amato Luca a spingere Mauro verso un ulteriore bisogno di indagine dei suoi ricordi e della sua origine. Appresa finalmente la verità, Mauro ha un grave collasso nervoso. Luca era il suo padre naturale, ma troppo giovane per assumere questo ruolo, ci avevano pensato i coniugi Morini, al prezzo del distacco di Mauro dalla sua vera madre. Curiosamente, né Luca, né Letizia si erano sposati, e solo Mauro aveva una moglie e un figlioletto: Gianluca. Divenuto preda di attacchi immotivati di violenza e di altri gravi disagi, Mauro si rassegna a un ricovero in una clinica privata per disturbi della psiche.
In questo ambiente, egli ricostruirà i frammenti sparsi della sua vita, recuperando alfine il rapporto con la moglie, il figlio e le altre persone che ha imparato ad amare.

## Edizioni
- M. Prisco, I giorni della conchiglia, Milano, Rizzoli, 1989.